# 찰스 윌리엄 앨콕
찰스 윌리엄 앨콕(영어: Charles William Alcock, 1842년 12월 2일 ~ 1907년 2월 26일)은 잉글랜드의 운동가이자 행정가이다. 그는 국제 축구와 크리켓 창시에 많은 역할을 한 인물로서, FA컵의 창시자로 잘 알려져 있다.

## 생애 및 경력
그는 선덜랜드에서 태어났지만, 그가 어릴적에 남쪽으로 이사하였다. 해로 스쿨에서 교육받을 당시에 그는 학교 축구선수로 활동을 하였고, 1859년에 포레스트 FC(Forest Football Club)이라는 축구팀을 친형 존과 만들었다. 그는 후에 1863년에 포레스트 FC의 후신으로 만들어지는 원더러스 FC에 몸담게 되면서, 해로 스쿨의 졸업생 가운데 두각을 나타냈다. 선수로서의 앨콕은 정확한 슛과 함께 열심히 뛰는 중앙공격수로 유명하였다. 1875년 3월 6일, 그는 잉글랜드 축구 국가대표팀의 주장을 맡아 스코틀랜드 축구 국가대표팀과의 2-2 경기에서 득점을 하였다. 이 경기는 그의 유일한 국제 경기로 남아 있다.

### 축구
1871년 7월 20일, 잉글랜드 축구 협회의 비서관으로서 앨콕은 "축구 협회의 모든 팀이 참가하여 경쟁하고, 축구 협회와 관계된 챌린지 컵을 신설하는 것이 바람직하다. "는 제안을 하였다. 이렇게 세계 최초의 축구 대회인 FA컵이 해로우 스쿨에서의 서든 데스 방식의 대회의 앨콕의 경험을 기반으로 하여 탄생하였다. 1872년의 첫 번째 대회에는 15개 팀이 참가하였다. 앨콕은 첫 번째 대회를 우승한 원더러스 FC의 주장으로 출전하였다. 하지만 그는 3월 16일에 열린 결승전 단 한경기에만 출전하였는데, 바로 전달에 그는 서리 주 크리켓 클럽(Surrey County Cricket Club)의 사무관이 되었기 때문이었다.
앨콕의 생각이 구체화되어 "스코틀랜드에서의 협회의 인기를 더 얻기 위해, 현 시즌 동안 글래스고에 팀을 보내어 스코틀랜드와의 경기를 펼치기로 결정하였다"라고 1872년 10월 3일에 언급하였다. 세계 최초의 국제경기가 1872년 11월 30일 잉글랜드와 스코틀랜드간에 펼쳐졌고 0-0으로 끝났다.
1866년에 축구 협회 위원회에 들어간 후로, 앨콕은 1870년부터 1895년에 명예재무상 및 부의장이 될 때까지 축구 협회 사무관으로 일하였다. 앨콕은 1875년과 1879년의 FA컵 결승전의 심판을 보기도 하였다. 그리고 기자로서 1868년에 첫 번째 축구 연감(Football Annual)을 편집하는 책임을 맡기도 하였다.
앨콕은 1874년에 현대에 통용되는 축구 경기의 전신을 설명하기 위해 "컴비네이션 게임"(combination game)이라는 용어를 처음 사용하면서 이렇게 언급하였다. "내가 '컴비네이션 게임'이라고 칭하는 것보다 성공한 것은 없다."(Nothing succeeds better than what I may call a 'combination game')

### 크리켓
크리켓에서 그는 에섹스주 크리켓 클럽(Essex County Cricket Club)에서 뛰기 전까지, 미들섹스주 크리켓 클럽(Middlesex County Cricket Club)의 주장을 맡아 1867년에 첫 번째 주(州) 경기를 하였다. 그는 단 한번의 1부 경기에 출전하였다.
1872년부터 1907년까지 서리주 크리켓 클럽의 사무관을 지냈다. 그의 스포츠 국제 경기에 대한 관심은, 첫 번째 크리켓 테스트 경기가 잉글랜드에서 벌어졌는데, 잉글랜드와 오스트레일리아의 경기로 1880년에 더 오발에서 열렸다. 그는 또한 사반세기 동안 존재했던 신문인 크리켓에서 "레드 릴리화이트"라는 연보를 1872년부터 1900년까지 편집하였다.
찰스 윌리엄 앨콕은 런던 남부의 웨스트놀우드 묘지에 안장되었다.